# Route départementale 20 (Morbihan)
Pour les articles homonymes, voir Route départementale 20.
La route départementale 20 ou appelée aussi RD 20 est une route départementale du département du Morbihan. Elle relie Saint-Armel à Rieux.

## Trajet
- Saint-Armel
- Surzur
- Ambon
- Muzillac
- Noyal-Muzillac
- Le Guerno
- Marzan
- Péaule
- Béganne
- Allaire
- Rieux